# Ордынцев-Кострицкий, Михаил Дмитриевич
Михаил Дмитриевич Ордынцев-Кострицкий (1887 — после 1942) — русский прозаик. Автор повестей и романов приключенческого характера, для которых характерны экзотический фон и авантюрная фабула. Некоторые произведения опираются на исторические события.
М. Д. Ордынцев-Кострицкий — псевдоним Михаила Дмитриевича Кострицкого, который был потомком старого обрусевшего шляхетского рода. Родился в семье врача. Детство Михаил провёл в Бессарабии, учился в Гомельской гимназии (не окончил). Потом учился в Коллегии П. Галагана (Киев), Петербургском политехническом институте, на юридическом факультете Киевского, а также Петербургского университетов, но ни в одном из них курса так и не окончил. Согласно автобиографии, он с юности был участником многочисленных приключений в духе Эмара и Майн Рида в отдаленных частях света: путешествовал из Гомеля в Аргентину (1909 г.) и Бразилию в возрасте 15 лет. Начиная с 1910 года он начинает публиковать свои произведения в тонких иллюстрированных журналах. Чаще всего писал приключенческие рассказы, повести. Н. А. Саввин так писал про произведения Ордынцева:

«Романы Ордынцева-Кострицкого — типичные романы приключений; занимательная, в романическом духе, фабула в них главное…, это материал для легкого чтения.»

Достоверно, что в 1913 году он представлял петербургский журнал на открытии Панамского канала и участвовал в Первой мировой войне добровольцем.
С 1939 жил в Фергане. 18 октября 1941 осужден Военным трибуналом НКВД Среднеазиатского военного округа, расстрелян.

## Произведения
- Дорогой ценой — 1908 (рассказ);
- Запорожцы в Сарагоссе — 1911 (роман);
- Строитель государев — 1913 (повесть);
- Имперский ювелир — 1913 (повесть);
- Из Киева на трон французский — 1913 (повесть);
- Королева земли Франкской — 1914 (повесть);
- За трон московский — 1912 (повесть);
- Опальный князь — 1914 (повесть);
- Сборник «Волшебные сказки наших дней» −1915;
- Сборник «За счастьем, золотом и славой» — 1915;
- Сборник новелл «Ж» — 1914.
- Губернский Шерлок Холмс — 1910 (рассказ);